# Affricaat
Een affricaat is een combinatie van twee medeklinkerklanken, waarvan de eerste een (bijvoorbeeld dentale) plosief is en de tweede een homorgane (bijvoorbeeld palato-alveolare) wrijfklank. Homorgaan wil zeggen dat de wrijfklank qua articulatiepositie en het stemloze of stemhebbende karakter ervan dezelfde eigenschappen heeft als de voorafgaande plosief. 
Hoewel het hier dus in feite om een combinatie van twee klanken gaat, worden affricaten beschouwd als één enkel foneem. Daarom worden ze ook met deze aparte term aangeduid.
De meest voorkomende affricaten zijn /pf/, /ts/, /kch/ en /dz/.
Bij het samenstellen van de klankinventaris van het Nederlands verschillen taalkundigen van mening over de aanwezigheid van affricaten in het Nederlands.
De klankinventaris van het Duits kent in ieder geval wel affricaten, met name aan het begin van een woord. De klank die in een woord als Zaun met het grafeem 'Z' wordt weergegeven is hier een voorbeeld van. Tijdens het uitspreken van deze klank ligt de articulatiepositie van de /t/ heel dicht bij die van de daaropvolgende /s/.